# Symphoromyia securifera
Symphoromyia securifera är en tvåvingeart som beskrevs av Daniel William Coquillett 1904. Symphoromyia securifera ingår i släktet Symphoromyia och familjen snäppflugor.
Artens utbredningsområde är Kalifornien. Inga underarter finns listade i Catalogue of Life.